# Font màgica de Montjuïc

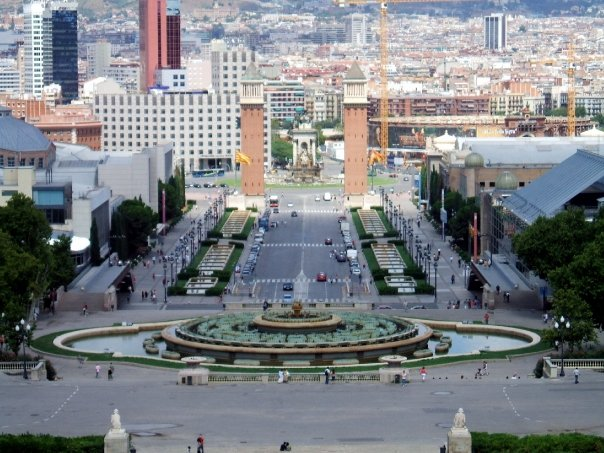
La Font màgica nella Plaça d'Espanya con le Torri Veneziane sullo sfondo

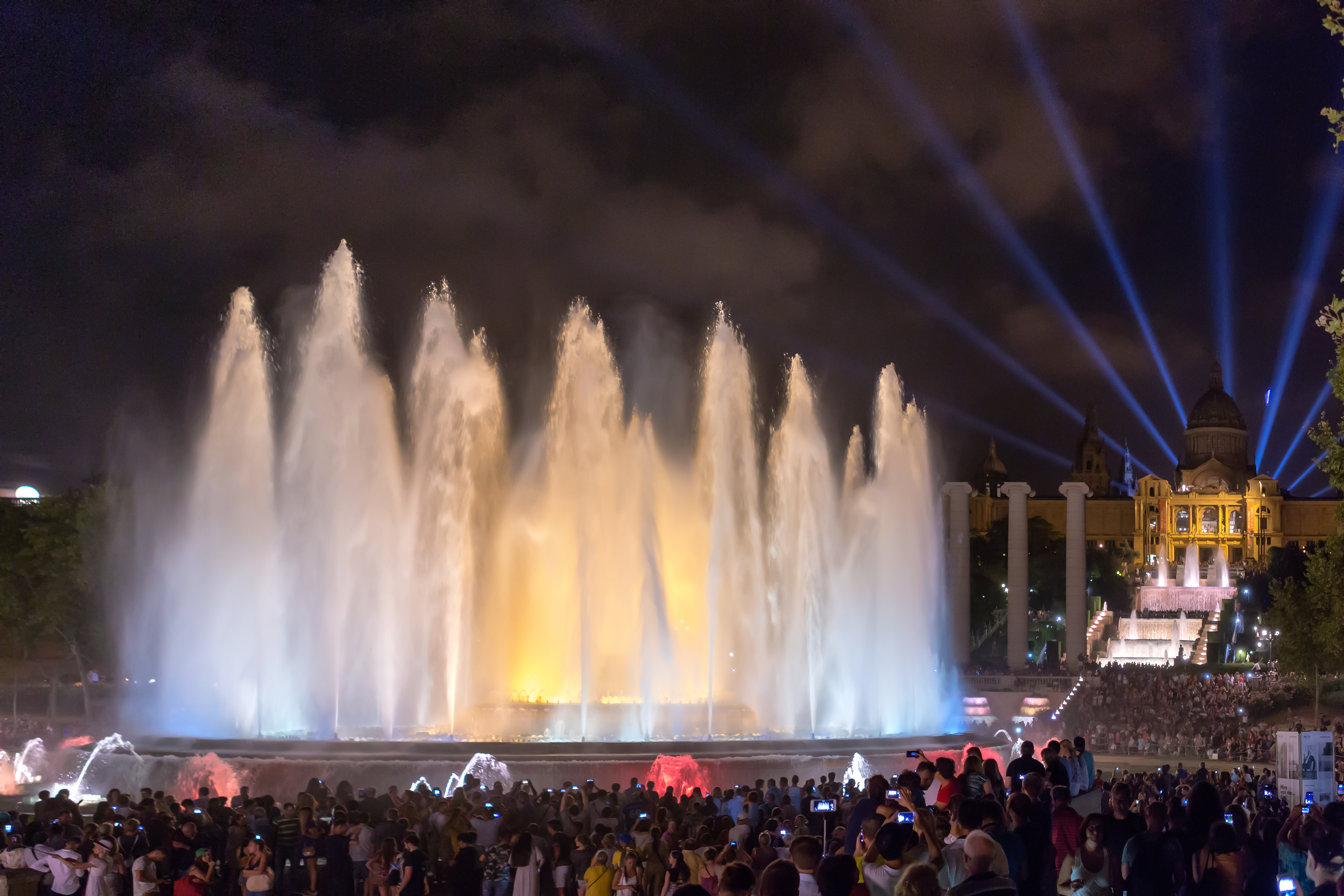
La Font Màgica nel 2016

La Font màgica de Montjuïc è una fontana che si trova nella Plaça d'Espanya di Barcellona.

## Storia
Progettata da Josep Maria Jujol, venne costruita in occasione dell'Esposizione Universale del 1929 da Carles Buïgas nello stesso posto in cui sorgevano Le Quattro Colonne di Josep Puig i Cadafalch demolite nel 1928 da Primo de Rivera.
La fontana è di forma ellittica e presenta circa trenta giochi di acqua, ognuno dei quali con una sua particolare colorazione basata su una combinazione dei cinque colori utilizzati: giallo, azzurro, verde, rosso e bianco. La fontana venne costruita dai tecnici dell'industria Westinghouse, mentre la musica che accompagna i giochi venne incorporata solo negli anni ottanta.